# Jubach
Der Jubach ist ein etwas über 4 Kilometer langes Fließgewässer in Kierspe im nordrhein-westfälischen Märkischen Kreis und ein orographisch rechter Zufluss der Volme.

## Geographie

### Verlauf
Der Jubach entspringt auf der Homert am Rande der A45 auf einer Höhe von etwa 469 m ü. NHN.
Der Oberlauf des Jubachs ist geschützt im Naturschutzgebiet Fernhagener Bach und Jubachtal, das größtenteils durch Erlenmischwälder und starken Fichtenwuchs geprägt ist. Der Bach wird in der Jubachtalsperre aufgestaut.
Er mündet beim  Kiersper Wohnplatz Vollme auf einer Höhe von ungefähr 309 m ü. NHN von rechts in die Volme.
Der 4,2 km lange Lauf des Jubachs endet ungefähr 160 Höhenmeter unterhalb seiner Quelle, er hat somit ein mittleres Sohlgefälle von circa 38 ‰.

### Zuflüsse
Direkte und indirekte Zuflüsse
- Hohensteins Siepen (links), 0,6 km[5]
- Stellungssiepen (rechts), 0,5 km[5]
- Fernhagener Bach (links), 3,8 km
  - Wällener Siepen (rechts), 0,4 km[5]
  - Bergsiepen (rechts), 0,4 km[5]
  - Lünscheider Siepen  (links), 1,0 km
- Hülssiepen (links). 0,5[5]
- Lassiepen (links), 0,4 km[5]

### Jubachtalsperre
Die Jubachtalsperre wurde in den Jahren 1904 bis 1906 nach den Plänen des Aachener Bauingenieurs Otto Intze auf dem Gebiet der heutigen Stadt Kierspe im Märkischen Kreis errichtet.